# 炸大蝦

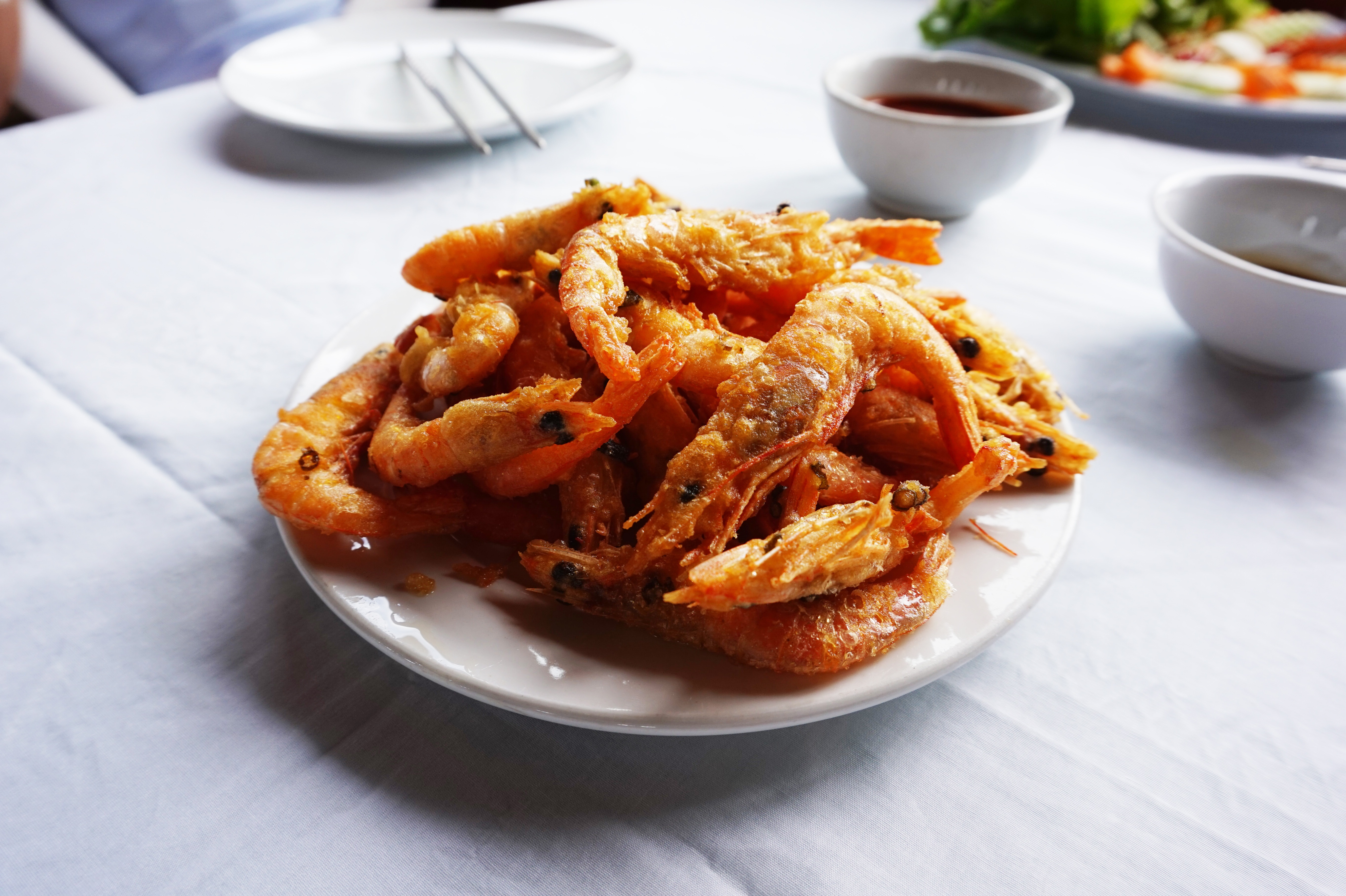
越南炸虾

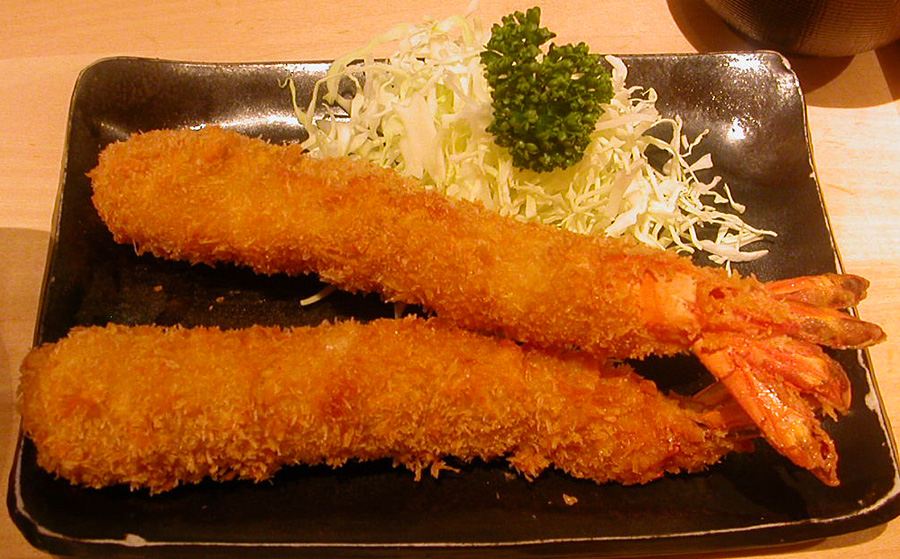
日本炸蝦

炸大蝦（日语：／ ebi furai），將蝦去殼、去泥腸、留下蝦尾，蝦子沾上薄薄一層蛋液後，再沾上麵包粉或麵粉漿，下油鍋油炸至呈現金黃色酥脆外皮。常搭配高麗菜絲。常見的調味用沾醬是辣醬油、檸檬汁、塔塔醬或蕃茄醬。